# Charlie Straight
Charlie Straight – indierockowa, britpopowa grupa muzyczna założona w 2006 roku w Trzyńcu w Czechach.

## Historia
Historia zespołu zaczynała się, gdy Pavel Pilch uczył Alberta Černého grać na perkusji i sam grał z Michałem Šupákiem w kilku zespołach jazzowych. Johnny Cienciala i Albert Černý spotkali się w gimnazjum w Trzyńcu, gdzie razem z Zuzaną Kudelovą tworzyli zespół Funkiers oraz występowali z Michałem Workem w trio jazzowym o nazwie 3JAZZ. Pierwsza próba zespołu odbyła się w Szkole Muzycznej w Trzyńcu w sierpniu 2006 roku.
W 2007 roku zespół został odkryty przez Michała Nováka z Bandzone.cz, który został także producentem długo oczekiwanego debiutanckiego albumu She's a Good Swimmer. Chrzest albumu odbył się 17 czerwca 2009 r. w pełnym po brzegi klubie Fabric w Ostrawie. Oprócz cennych recenzji w prasie i pozytywnych opinii przemysłu muzycznego, album otrzymał także nagrodę za najlepszy album roku w konkursie muzycznym Anděl 2009.
Zespół śpiewał po angielsku i był pod silnym wpływem brytyjskiej sceny, szczególnie takich zespołów jak Coldplay, Radiohead czy The Kooks. Grupę wyróżniały energiczne występy na żywo jej lidera – Alberta Černého. Zespół poruszał się na pograniczu indie rocka i britpopu, ale określała go różnorodność brzmieniowa i ekspresyjna. Albert Černý był także jedynym autorem wszystkich piosenek (muzyki i tekstów). Michał Šupák był multiinstrumentalistą i studentem HAMU. Johnny Cienciala zmiksował pierwsze dema zespołu, a także zajmował się miksowaniem i produkcją.
Teledysk do jeszcze niealbumowego singla Shall We Have a Baby powstał w 2008 roku. Zespół z tym klipem wygrał internetowy konkurs teledysków Garážmistr. Sama piosenka stała się najbardziej poszukiwanym dodatkiem do koncertu. Pierwszy singiel „Platonic Johny” z She's a Good Swimmer odniósł ogromny sukces. Zespół był nominowany do nagrody Český slavík 2009 (Odkrycie roku), a zaraz potem zdobył trzy nagrody Akademii Muzyki Popularnej (Anděl) w kategoriach Odkrycie roku, Teledysk roku i Album roku.
Występowali na najważniejszych festiwalach w Czechach i na Słowacji, takich jak Colours of Ostrava, Rock for People, Sázava Fest, Benátská noc, Planet Festival, United Islands of Prague, Noc Plná Hvězd, Šírava Fest, Topfest, Music Fest Přeštěnice, 3necké Kilowatty, itp. W 2008 roku wybrali się na jesienną trasę koncertową z zespołem Kryštof, a wiosną 2009 roku otworzyli oddział międzynarodowej sieci Hard Rock Café w Pradze. Ponadto grupa zagrała dziesiątki koncertów solowych. Największy z nich odbył się 1 czerwca 2010 r. w Akropolu w Pradze. Charlie Straight grał również na żywo w telewizji i radiu w Niemczech.
Jako niezależny zespół w ścisłym tego słowa znaczeniu, Charlie Straight posiadał wszelkie prawa do repertuaru na płycie i nie ograniczał się do żadnych obowiązków wydawniczych. Drugi album zespołu zatytułowany „Someone with the slowbeat” został wydany w 2012 roku, a „ochrzczony” 13 marca w klubie Fleda w Brnie.
Pod koniec października 2012 roku zespół oficjalnie ogłosił rozpad.
„W ciągu siedmiu lat doświadczyliśmy niesamowitych rzeczy, które nas ukształtowały. Ale ludzie się zmieniają, więc to naturalne, że każdy z nas zmierza gdzie indziej, a nasze wizje tego, gdzie powinien zmierzać zespół, rozpadły się. Dlatego ostatnio coraz trudniej jest pogodzić się w istotnych sprawach” – wyjaśnił basista Cienciala.
„Będę nadal pisać piosenki, śpiewać i słuchać muzyki. Pracujemy nad czymś nowym z perkusistą Pavlem Pilchem” – powiedział frontman Albert Černý.

## Członkowie
- Albert Černý – śpiew, gitara
- Michal Šupák – wokale, keyboard
- Johnny Cienciala – gitara basowa
- Pavel Pilch – bębny

## Nagrody
- Hutnický Den 2008Anděl 2009 – Odkrycie roku

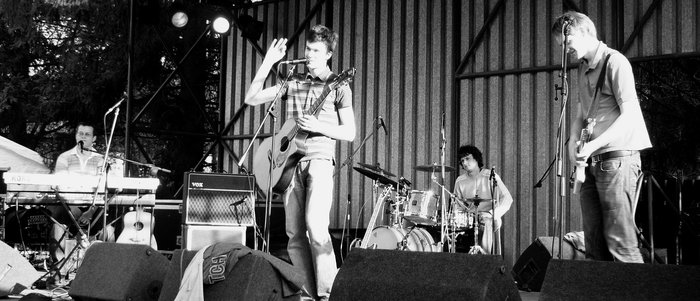
Hutnický Den 2008

- Anděl 2009 – Album roku (She’s a Good Swimmer)
- Anděl 2009 – Teledysk roku (Platonic Johny)
- Odkrycie roku 2009 magazynu muzycznego Filter
- Český Slavík 2009 – Nominacja na Odkrycie roku
- MTV Best Czech/Slovak Act 2010[4]
- Český Slavík 2011 – Teledysk roku
- Český Slavík 2012 – Gwiazda internetu
- Anděl 2012 – Utwór roku (Coco)

## Dyskografia
- She's a Good Swimmer (2009)
- Someone With A Slow Heartbeat (2012)

## Teledyski
- She's a Good Swimmer
- Platonic Johny
- Your House
- Try Some Stuff You Don't Think You Should
- Upside Down
- School Beauty Queen
- Shall We Have a Baby
- Coco
- Someone With A Slow Hearbeat
- I Sleep Alone (feat. Markéta Irglová)
- Going Blind
- Tiger in your heart